# Веста Тилли
Матильда Элис Паулс (англ. Matilda Alice Powles; 13 мая 1864, Вустер, Великобритания — 16 сентября 1952, Лондон) — популярная британская певица и актриса

 конца XIX — начала XX века. Впервые Матильда появилась на сцене в три с половиной года, а с 11 лет взяла сценическое имя Веста Тилли. Наиболее часто она исполняла мужские роли в комических пьесах и водевильных номерах.

## Биография
Матильда родилась на Коммандери-стрит в Вустере, центре графства Вустершир. Была вторым ребёнком из тринадцати детей. Её отец был комедийным актёром и театральным менеджером. Начав карьеру в три с половиной года, в шесть Матильда сыграла первую мужскую роль — пародию на популярного оперного певца Симса Ривса. В одиннадцать она дебютировала в Лондонском Кентербери-Холл под именем Веста Тилли. Имя Веста было общеупотребительным названием безопасных спичек, «фамилия» Тилли представляла собой англоязычное сокращение имени Матильда.
В 1890 году вышла замуж за сэра Абрахама Уолтера де Фриса.

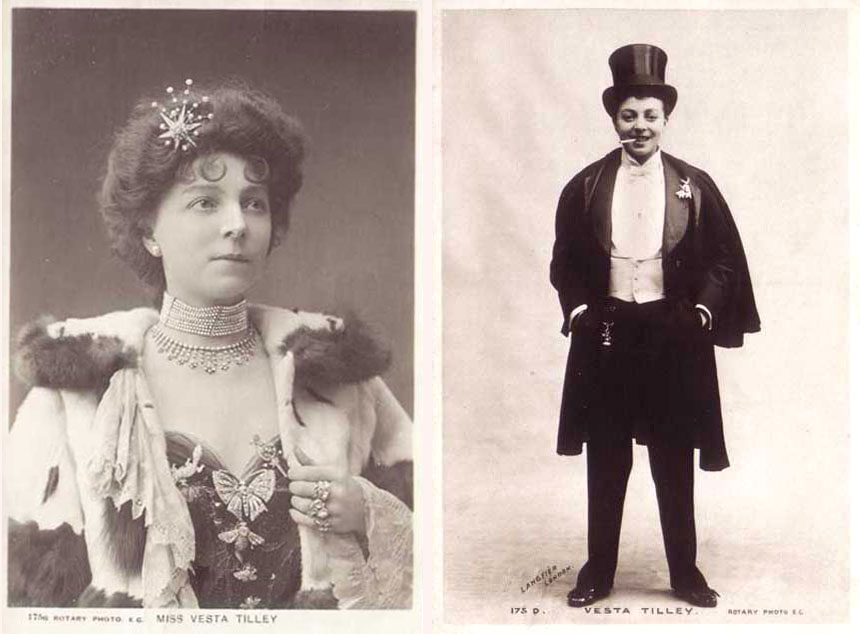
Веста Тилли в женском и мужском костюмах

Матильда Элис Паулс умерла в 1952 году и была похоронена на кладбище Патни-Вейл.